# Чемодановка (Пензенская область)
Чемодановка (Введенское) — село в Бессоновском муниципальном районе Пензенской области России, центр Чемодановского сельсовета.

## География
Село расположено в 15 км от районного центра Бессоновки на реке Инре, притоке реки Вядь (бассейн Суры), вдоль федеральной автотрассы М-5 «Урал».

## История
Основано в 1685 году Федором Ивановичем Чемодановым (см. Чемодановы), служившим позже, в 1693—1696 годах, пензенским воеводой. После гибели Чемоданова в Азовском походе земля была отказана (передана) его вдове. В 1697 году освящен храм во имя Введения во храм Пресвятой Богородицы. Через три года село именовалось Введенским. В 1748 году — село майора Ивана Федоровича Чемоданова (249 ревизских душ), кадета кадетского корпуса Ивана Алексеевича Чемоданова (212), всего 460 ревизских душ (РГАДА, ф. 350, оп. 2, е.хр.2546, лл. 1-24 об.). 
До 1780 года село входило в состав Засурского стана Пензенского уезда. Затем до 1928 года было волостным центром Городищенского уезда. В 1785 году помещиком показан Павел Иванович Чемоданов, у него 846 ревизских душ. В середине XIX века здесь находилось поместье Анны Павловны Чемодановой (1801—1832) — жены А. И. Михайловского-Данилевского, служившего адъютантом у М. И. Кутузова, у него здесь был конный завод — 20 маток и 4 жеребца. В середине XIX века в селе находились суконная фабрика, кустари занимались изготовлением валенок. Валяльный промысел имел широкое распространение в селе.
Перед отменой крепостного права Чемодановка (с неназванной деревней или деревнями) — за помещиком Леонидом Александровичем Михайловским-Данилевским (1823—186?), 1407 ревизских душ крестьян, 30 ревизских душ дворовых, 492 тягла, у крестьян 408 дворов на 210 десятинах усадебной земли, 2952 дес. пашни, 1525 дес. сенокоса, 170 дес. выгона, у помещика 3596 дес. удобной земли, в том числе леса и кустарника 2669 дес. (Приложение к Трудам, т. 2, Город. у., № 54). В 1861 году в селе наблюдались крупные волнения среди крестьян.
С 1930 года центр сельсовета Пензенского района, 587 хозяйств. С 1955 года центр сельсовета Бессоновского района, центральная усадьба колхоза имени Ленина. 

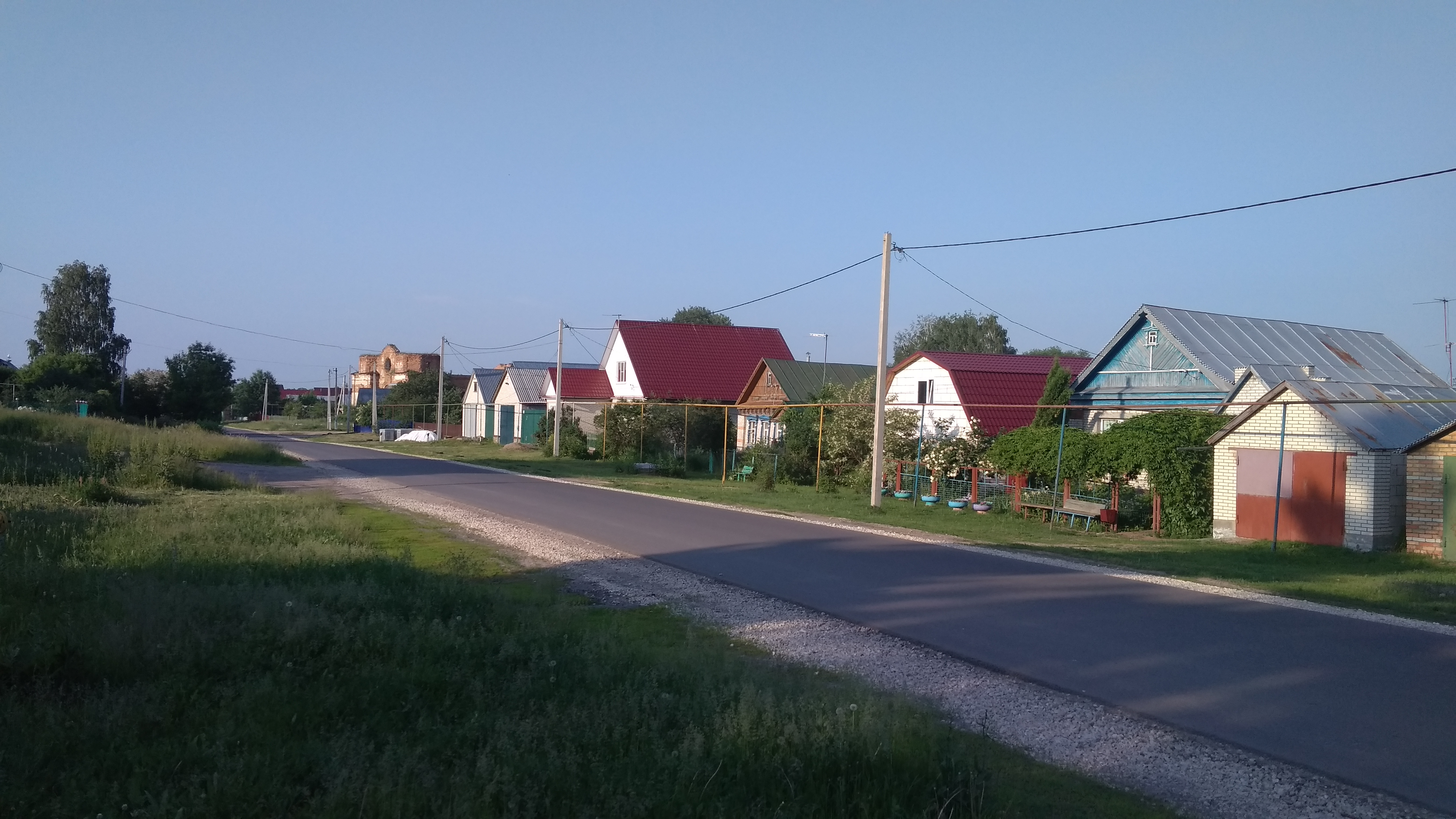
Улица Кузнецова — одна из центральных улиц села

В 1990-е годы при селе работает крупный дорожно-ремонтный завод, выпускающий готовую асфальтовую смесь, с 1963 года работает птицефабрика «Пензенская». В 1989 году она производила 102 млн яиц в год и до 1,6 тыс. тонн куриного мяса. Село благоустроено, имеются различные учреждения соцкультбыта, в том числе участковая больница (1992).
13 июня 2019 года в селе вспыхнул конфликт между местными жителями и цыганами, который перерос в массовую драку, в ходе которой погиб местный житель и несколько человек пострадали. На следующий день жители села вышли на народный сход и перекрыли федеральную трассу М-5 «Урал». Сельчане потребовали наказать убийц и выселить цыган из-за опасения повторного нападения. Цыгане выехали из села и соседней деревни, но начали возвращаться в Чемодановку в июле 2019 года.

## Население
| 1748  | 1782  | 1864  | 1877  | 1897  | 1910  | 1926  |
| ----- | ----- | ----- | ----- | ----- | ----- | ----- |
| 920   | ↗1692 | ↗2722 | ↗2739 | ↗2871 | ↗3145 | ↘3107 |
| 1930  | 1959  | 1970  | 1989  | 1989  | 2002  | 2010  |
| ↘2907 | ↘1669 | ↗2335 | ↗5484 | ↘5403 | ↘5069 | ↗6133 |
| 2021  |       |       |       |       |       |       |
| ↘5665 |       |       |       |       |       |       |

Село является местом компактного расселения мордвы, которая составляет 13 % населения села.

## Транспорт
Из Пензы ходят автобусы 156 и 157, так же до села можно доехать на 565, 158  автобусах, 175, 161 маршрутках 

## Известные уроженцы
- Кузнецов Сергей Егорович (1915—1944) — участник Великой Отечественной войны, Герой Советского Союза, рядовой, пулеметчик, отличившийся в боях за Днепр.
- Карабанов Иван Андреевич (1925—2008) — участник Великой Отечественной войны, полный кавалер ордена Славы, воздушный стрелок.
- Милавин Борис Васильевич (1936—1998) — поэт.
- Теплов Николай Акимович (1923—1984) — скульптор-монументалист, член Союза художников СССР, соавтор Монумента воинской и трудовой Славы в Пензе, участник Великой Отечественной войны[13].
- Евсеева (Куликова) Мария Максимовна (1921—1998) — участник Великой Отечественной войны, партизанка, медицинская сестра.
- Жидков Григорий Кузьмич (1894—1963) — пензенский журналист, поэт.

## Достопримечательности

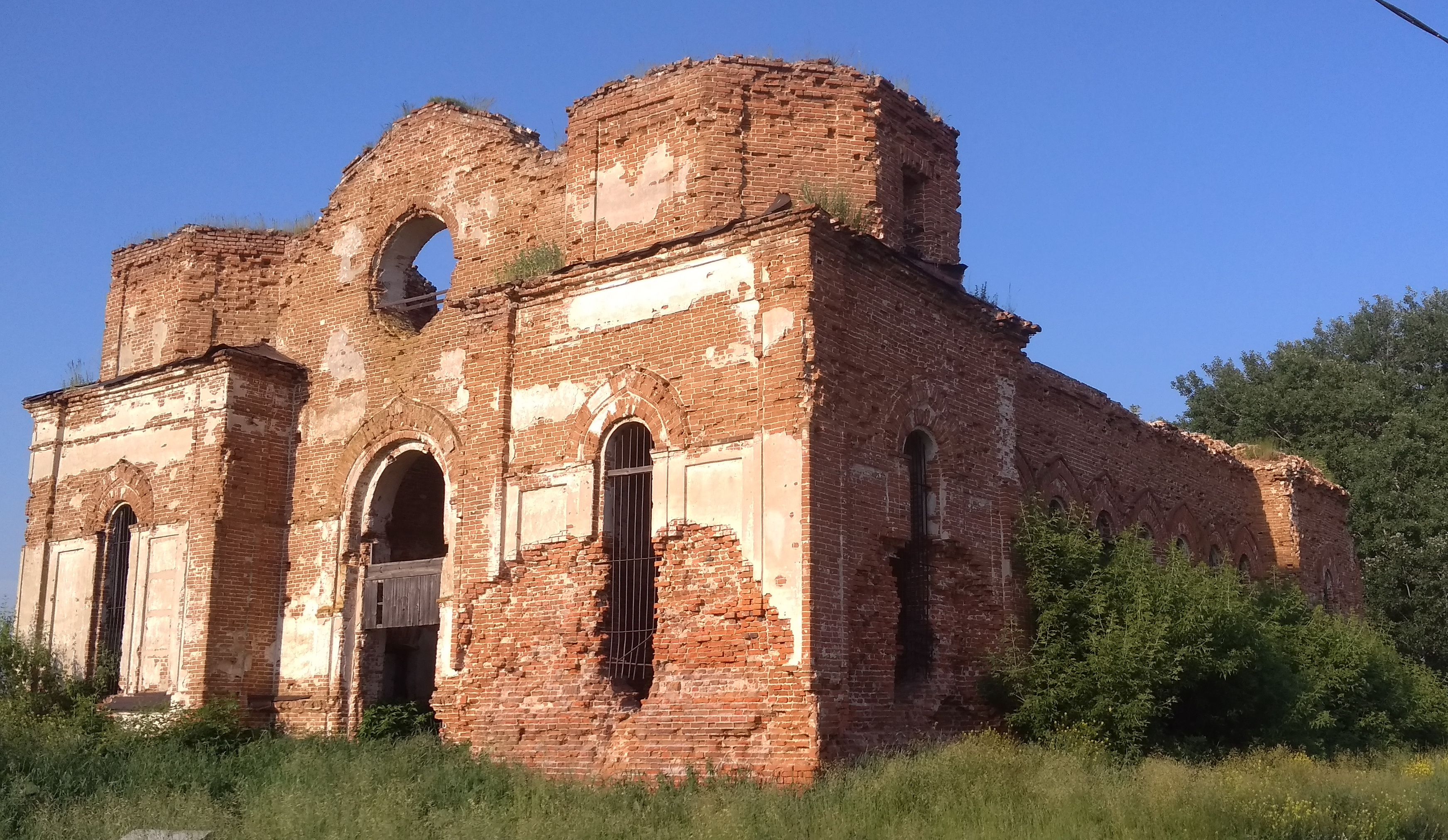
Введенская церковь, 1862—1866 гг.

Введенская церковь (Церковь Введения Пресвятой Богородицы во Храм). Построена в 1862—1866 годах на средства помещика Леонида Александровича  Михайловского-Данилевского. Кирпичная, с декором в русско-византийском стиле. Состояла из односветной базиликальной постройки, завершенной пятью куполами. Боковые приделы назывались «Никольский» и «Леонидовский». Церковь была закрыта в 1933 году и занята под клуб. В настоящее время находится в руинированном состоянии. 
В июле 2019 года начат процесс реставрации храма: был осуществлен демонтаж внутренних колонн, находящихся в аварийном состоянии. Пензенская епархия сообщила, что ведутся проектные работы, на основании которых будет получена сметная стоимость восстановления храма и разработан план поэтапных работ.